# Чемпионат мира по футболу ConIFA 2018
Чемпионат мира по футболу ConIFA 2018 (англ. ConIFA World Football Cup 2018) — третий кубок мира, проходивший под эгидой организации ConIFA, международный футбольный турнир для непризнанных государств и народов, меньшинств и регионов, аффилированных с ФИФА. Турнир проводился с 31 мая по 9 июня 2018 года. Он был организован Футбольной ассоциацией Барауэ, все игры проводились в Лондоне (Англия) и его окрестностях. Спонсором турнира выступил ирландский букмекер Paddy Power. Сборная Закарпатья выиграла турнир, победив в финале Северный Кипр в серии пенальти.

## Выбор места проведения
В июне 2017 года на встрече ConIFA, проходившей во время Кубка Европы ConIFA 2017, было объявлено, что футбольная ассоциация Барауэ (город-порт на юго-западе центральной части Сомали, объявлен столицей государственного образования Юго-Западное Сомали) была выбрана в качестве принимающей стороны Кубка мира ConIFA 2018 года. Однако, согласно критериям ConIFA, «хозяин» - это член ConIFA, который возглавляет оргкомитет турнира, что не обязательно означает, что нужно проводить турнир на его территории. Барауэ находится в Сомали, но футбольная ассоциация Баравы представляет членов сомалийской диаспоры в Англии.

## Города и стадионы
Первые два Кубка мира ConIFA проводились не более, чем в двух городах каждый: в 2014 году все игры были сыграны на одном стадионе, а в 2016 году - на двух стадионах, в двух городах. Расширение с двенадцати до шестнадцати участников в 2018 году привело к значительному увеличению числа мест проведения матчей. В общей сложности было выбрано десять стадионов в четырёх отдельных городах - из них семь были расположены в Большом Лондоне, два - в городах Слау и Бракнелл (графство Беркшир), и один в Эйвли (боро Таррок, графство Эссекс).
| Большой Лондон     | Большой Лондон         | Большой Лондон           | Большой Лондон     |
| Саттон             | Бромли                 | Энфилд                   | Харинги            |
| ------------------ | ---------------------- | ------------------------ | ------------------ |
| Гандер-Грин Лейн   | Хейс Лейн              | Куин Елизабет II         | Коулз Парк         |
| Вместимость: 5 000 | Вместимость: 5 000     | Вместимость: 2 500       | Вместимость: 2 500 |
|                    |                        |                          |                    |
| Большой Лондон     |                        |                          |                    |
| Каршолтон          | Ротерхайт              | Бедфонт                  |                    |
| Колстон Авеню      | Сент-Пол Спортс Граунд | Бедфонт Рекриэйшн Граунд |                    |
| Вместимость: 5 000 | Вместимость: 1 000     | Вместимость: 3 000       |                    |
|                    |                        |                          |                    |
| Эссекс             |                        |                          |                    |
| Эйвли              |                        |                          |                    |
| Парксайд           |                        |                          |                    |
| Вместимость: 3 500 |                        |                          |                    |
|                    |                        |                          |                    |
| Беркшир            |                        |                          |                    |
| Бракнелл           | Бракнелл               | Слау                     | Слау               |
| Ларджес Лейн       | Ларджес Лейн           | Арбор Парк               | Арбор Парк         |
| Вместимость: 2 500 | Вместимость: 2 500     | Вместимость: 2 000       | Вместимость: 2 000 |
|                    |                        |                          |                    |

## Квалификация
Процесс квалификации на Кубок мира ConIFA был первоначально изложен в наборе критериев, опубликованных ConIFA на её ежегодном общем собрании акционеров в 2017 году, в которых рассматриваются различные способы отбора команд. Впоследствии они были пересмотрены ConIFA в июне 2017 году.
- Текущий обладатель Кубка мира ConIFA квалифицируется автоматически.
- Исполнительный комитет  ConIFA выдаёт Wild Card команде, которая ещё не прошла квалификацию на турнир не позднее, чем за 9 месяцев до начала турнира. Комитет также имеет право выдать второй Wild Card, если он будет утверждён на годовом общем собрании акционеров ConIFA.
- Любой участник ConIFA имеет право потребовать санкционировать турнир, который он проводит, в качестве отборочного турнира, при условии, что он проводится в период с 1 января года предыдущего Кубку мира ConIFA и до 31 декабря года, предшествующего следующему Кубку мира ConIFA, и состоит как минимум из четырёх членов ConIFA. Запрос о санкционировании турнира в качестве отборочного турнира должен быть подан не позднее, чем за два месяца до старта, и должен быть одобрен Исполнительным комитетом ConIFA.
- Если континентальный чемпионат ConIFA проводится после предыдущего Кубка мира ConIFA, то ряд его участников претендуют на участие в Кубке мира ConIFA; общий отбор определяется по количеству участников в турнире, делённому на 4.
- Остальные места распределяются в соответствии с финальными позициями в различных континентальных рейтингах ConIFA в соответствии с их накопленными рейтинговыми баллами. Если две или более команд имеют одинаковое количество квалификационных очков, квалификация будет определена мировым рейтингом ConIFA.

Согласно установленным критериям, процесс квалификации начался в январе 2016 года, когда Западная Армения провела свою первую официальную игру против резервной команды французского клуба «Олимпик Марсель». Первой командой, которая автоматически квалифицировалась, был Тамил-Илам, выигравший в одноматчевом турнире ConIFA Challenger Cup у сборной Цыган в марте 2016 года. После этого ещё два соревнования были удостоены квалификационного статуса ConIFA: Hungary Heritage Cup, сыгранный между четырьмя членами ConIFA, представляющими венгерскую диаспору, и World Unity Cup, в котором участвовали команды, представляющие ряд вынужденно мигрировавших лиц. Победителям обоих этих турниров была гарантирована квалификация на Кубок мира ConIFA.

### Квалифицировавшиеся команды
| Сборная                              | Континент        | Способ квалификации                     | Дата квалификации | Участие в турнире | В последний раз | Лучший результат  | Примечания                         |
| ------------------------------------ | ---------------- | --------------------------------------- | ----------------- | ----------------- | --------------- | ----------------- | ---------------------------------- |
| Тамил-Илам                           | Азия             | Победитель ConIFA Challenger Cup        | 13 марта 2016     | 2                 | 2014            | 11-е место (2014) |                                    |
| Абхазия                              | Европа           | Победитель ConIFA World Football Cup    | 6 июня 2016       | 3                 | 2016            | Победитель (2016) |                                    |
| Фельвидек                            | Европа           | Победитель Hungary Heritage Cup         | 3 августа 2016    | 1                 | —               | —                 | Впоследствии отказалась от участия |
| Западная Армения                     | Европа           | Wild Card                               | 14 января 2017    | 2                 | 2016            | 6-е место (2016)  |                                    |
| Барауэ                               | Африка           | Организатор                             | 8 июня 2017       | 1                 | —               | —                 |                                    |
| Тибет                                | Азия             | Wild Card                               | 8 июня 2017       | 1                 | —               | —                 |                                    |
| Кирибати                             | Океания          | Региональная квалификация               | 8 июня 2017       | 1                 | —               | —                 | Впоследствии отказалась от участия |
| Каскадия                             | Северная Америка | Региональная квалификация               | 8 июня 2017       | 1                 | —               | —                 |                                    |
| Падания                              | Европа           | Победитель ConIFA European Football Cup | 10 июня 2017      | 3                 | 2016            | 4-е место (2016)  |                                    |
| Северный Кипр                        | Европа           | Финалист ConIFA European Football Cup   | 10 июня 2017      | 2                 | 2016            | 3-е место (2016)  |                                    |
| Пенджаб                              | Азия             | Отобрана                                | 2 сентября 2017   | 2                 | 2016            | 2-е место (2016)  |                                    |
| Объединённая сборная корейцев Японии | Азия             | Региональная квалификация               | 2 сентября 2017   | 2                 | 2016            | 7-е место (2016)  |                                    |
| Матабелаленд                         | Африка           | Региональная квалификация               | 2 сентября 2017   | 1                 | —               | —                 |                                    |
| Кабилия                              | Африка           | Региональная квалификация               | 2 сентября 2017   | 1                 | —               | —                 |                                    |
| Элан Ванин                           | Европа           | Региональная квалификация               | 2 сентября 2017   | 2                 | 2014            | 2-е место (2014)  |                                    |
| Секейский край                       | Европа           | Региональная квалификация               | 2 сентября 2017   | 2                 | 2016            | 9-е место (2016)  |                                    |
| Тувалу                               | Океания          | Замена                                  | 7 марта 2018      | 1                 | —               | —                 | Заменил Кирибати                   |
| Закарпатье                           | Европа           | Замена                                  | 4 мая 2018        | 1                 | —               | —                 | Заменил Фельвидек                  |

### Жеребьёвка
В декабре 2017 года 16 участвующих команд были разделены на четыре корзины по четыре для розыгрыша группового этапа, основанного на рейтингах ConIFA. Жеребьёвка группового этапа состоялась 6 января 2018 года на Северном Кипре.
| Корзина 1                              | Корзина 2                                                        | Корзина 3                                              | Корзина 4                                   |
| -------------------------------------- | ---------------------------------------------------------------- | ------------------------------------------------------ | ------------------------------------------- |
| - Барауэ - Абхазия - Пенджаб - Падания | - Северный Кипр - Секейский край - Корейцы в Японии - Элан Ванин | - Фельвидек - Тамил-Илам - Западная Армения - Кирибати | - Тибет - Матабелаленд - Кабилия - Каскадия |

### Замены
В марте 2018 года ConIFA объявила, что из-за финансовых трудностей сборная Кирибати была вынуждена отказаться от участия в турнире, а её место заняла сборная Тувалу. В мае 2018 года было объявлено, что сборная Фельвидека отказалась от участия в турнире и её заменила сборная Закарпатья.

## Групповой этап

### Группа A
| М | Команда    | И | В | Н | П | Мячи   | ±   | О |
| - | ---------- | - | - | - | - | ------ | --- | - |
| 1 | Барауэ     | 3 | 2 | 0 | 1 | 7 − 2  | +5  | 6 |
| 2 | Каскадия   | 3 | 2 | 0 | 1 | 9 − 5  | +4  | 6 |
| 3 | Элан Ванин | 3 | 2 | 0 | 1 | 6 − 3  | +3  | 6 |
| 4 | Тамил-Илам | 3 | 0 | 0 | 3 | 0 − 12 | −12 | 0 |

| Элан Ванин                                    | 4:1     | Каскадия  |
| --------------------------------------------- | ------- | --------- |
| Уитли 15′ · Джонс 41′ · Кейн 62′ · МакВей 70′ | (отчёт) | Даути 18′ |

| Барауэ                                                  | 4:0     | Тамил-Илам |
| ------------------------------------------------------- | ------- | ---------- |
| Самбу 17′ · Люсьен 30′ (пен.), 80′ (пен.) · Криклоу 43′ | (отчёт) |            |

| Барауэ      | 1:2     | Каскадия                  |
| ----------- | ------- | ------------------------- |
| Беттамер 9′ | (отчёт) | Даути 35′ · Моралес 45+1′ |

| Элан Ванин           | 2:0     | Тамил-Илам |
| -------------------- | ------- | ---------- |
| Уитли 47′ · Кейн 57′ | (отчёт) |            |

| Барауэ                    | 2:0     | Элан Ванин |
| ------------------------- | ------- | ---------- |
| Беттамер 40′ · Исмаил 56′ | (отчёт) |            |

| Тамил-Илам | 0:6     | Каскадия                                                                 |
| ---------- | ------- | ------------------------------------------------------------------------ |
|            | (отчёт) | Ноубл 10′ (пен.), 87′ · Хайден-Смит 32′, 71′ · Фаркас 69′ · Фергюсон 89′ |

### Группа B
| М | Команда       | И | В | Н | П | Мячи   | ±  | О |
| - | ------------- | - | - | - | - | ------ | -- | - |
| 1 | Закарпатье    | 3 | 2 | 1 | 0 | 8 − 2  | +6 | 7 |
| 2 | Северный Кипр | 3 | 1 | 2 | 0 | 6 − 4  | +2 | 5 |
| 3 | Абхазия       | 3 | 1 | 1 | 1 | 5 − 4  | +1 | 4 |
| 4 | Тибет         | 3 | 0 | 0 | 3 | 2 − 11 | −9 | 0 |

| Абхазия                                  | 3:0     | Тибет |
| ---------------------------------------- | ------- | ----- |
| Ахвледиани 12′ · Маскаев 61′ · Шония 77′ | (отчёт) |       |

| Северный Кипр | 1:1     | Закарпатье    |
| ------------- | ------- | ------------- |
| Мехмет 13′    | (отчёт) | И. Шандор 53′ |

| Абхазия | 0:2     | Закарпатье                   |
| ------- | ------- | ---------------------------- |
|         | (отчёт) | Гайдош 11′ · И. Шандор 90+8′ |

| Северный Кипр           | 3:1     | Тибет       |
| ----------------------- | ------- | ----------- |
| Туран 2′, 67′ · Гёк 73′ | (отчёт) | Топгьял 38′ |

| Абхазия                        | 2:2     | Северный Кипр       |
| ------------------------------ | ------- | ------------------- |
| Маскаев 21′ · Аргун 90′ (пен.) | (отчёт) | Кайя 27′ · Ошан 77′ |

| Закарпатье                                                     | 5:1     | Тибет      |
| -------------------------------------------------------------- | ------- | ---------- |
| Гайдош 2′ · Д. Шандор 36′ (пен.) · Такач 42′, 77′ · Шведюк 75′ | (отчёт) | Йогьял 69′ |

### Группа C
| М | Команда        | И | В | Н | П | Мячи   | ±   | О |
| - | -------------- | - | - | - | - | ------ | --- | - |
| 1 | Падания        | 3 | 3 | 0 | 0 | 17 − 2 | +15 | 9 |
| 2 | Секейский край | 3 | 2 | 0 | 1 | 10 − 3 | +7  | 6 |
| 3 | Матабелаленд   | 3 | 1 | 0 | 2 | 4 − 12 | −8  | 3 |
| 4 | Тувалу         | 3 | 0 | 0 | 3 | 1 − 15 | −14 | 0 |

| Секейский край                    | 4:0     | Тувалу |
| --------------------------------- | ------- | ------ |
| Байко 23′, 63′, 68′ · Магьяри 75′ | (отчёт) |        |

| Падания                                                        | 6:1     | Матабелаленд |
| -------------------------------------------------------------- | ------- | ------------ |
| Инноченти 10′, 45′ · Пьянтони 39′, 42′ · Россет 60′ · Рота 61′ | (отчёт) | Ндлела 78′   |

| Секейский край                                                     | 5:0     | Матабелаленд |
| ------------------------------------------------------------------ | ------- | ------------ |
| И. Фюлёп 31′ (пен.) · Гьёрги 40′ · Магьяри 42′, 54′ · Ходжай 90+1′ | (отчёт) |              |

| Падания                                                              | 8:0     | Тувалу |
| -------------------------------------------------------------------- | ------- | ------ |
| Корно 8′, 12′, 38′ · Равази 17′ · Валенте 32′, 44′, 89′ · Россет 71′ | (отчёт) |        |

| Падания                                      | 3:1     | Секейский край |
| -------------------------------------------- | ------- | -------------- |
| Роландоне 19′ · Инноченти 27′ · Пльюмбай 45′ | (отчёт) | Сёч 90′        |

| Тувалу      | 1:3     | Матабелаленд                       |
| ----------- | ------- | ---------------------------------- |
| Тимуани 27′ | (отчёт) | С. Ндлову 25′, 38′ · Млалази 90+1′ |

### Группа D
| М | Команда          | И | В | Н | П | Мячи   | ±   | О |
| - | ---------------- | - | - | - | - | ------ | --- | - |
| 1 | Западная Армения | 3 | 2 | 1 | 0 | 5 − 0  | +5  | 7 |
| 2 | Пенджаб          | 3 | 1 | 1 | 1 | 9 − 2  | +7  | 4 |
| 3 | Корейцы в Японии | 3 | 0 | 3 | 0 | 1 − 1  | 0   | 3 |
| 4 | Кабилия          | 3 | 0 | 1 | 2 | 0 − 12 | −12 | 1 |

| Корейцы в Японии | 0:0     | Западная Армения |
| ---------------- | ------- | ---------------- |
|                  | (отчёт) |                  |

| Пенджаб                                                                             | 8:0     | Кабилия |
| ----------------------------------------------------------------------------------- | ------- | ------- |
| Сандху 24′, 53′ · Пуревал 45′, 62′ · Г. Сингх 51′ (пен.), 90+3′ · К. Сингх 75′, 82′ | (отчёт) |         |

| Корейцы в Японии | 0:0     | Кабилия |
| ---------------- | ------- | ------- |
|                  | (отчёт) |         |

| Пенджаб | 0:1     | Западная Армения |
| ------- | ------- | ---------------- |
|         | (отчёт) | Милитосян 14′    |

| Пенджаб            | 1:1     | Корейцы в Японии |
| ------------------ | ------- | ---------------- |
| Пуревал 77′ (пен.) | (отчёт) | Мун 90+4′        |

| Западная Армения                                        | 4:0     | Кабилия |
| ------------------------------------------------------- | ------- | ------- |
| Мосоян 23′ · Валенса-Барбериан 61′, 87′ · Милитосян 89′ | (отчёт) |         |

## Плей-офф
|  | Четвертьфиналы    | Четвертьфиналы     |                    |                | Полуфиналы   | Полуфиналы   |  |  | Финал           | Финал |
|  |                   |                    |                    |                |              |              |  |  |                 |       |
|  | 5 июня — Саттон   |                    |                    |                |              |              |  |  |                 |       |
|  |                   |                    |                    |                |              |              |  |  |                 |       |
|  | Барауэ            | 0                  |                    |                |              |              |  |  |                 |       |
|  | Барауэ            | 0                  | 7 июня — Каршолтон |                |              |              |  |  |                 |       |
|  | Северный Кипр     | 8                  |                    |                |              |              |  |  |                 |       |
|  | Северный Кипр     | 8                  | Северный Кипр      | 3              |              |              |  |  |                 |       |
|  | 5 июня — Бракнелл |                    | Северный Кипр      | 3              |              |              |  |  |                 |       |
|  |                   | Падания            | 2                  |                |              |              |  |  |                 |       |
|  | Падания           | Падания            | 2                  | 2              |              |              |  |  |                 |       |
|  | Падания           |                    | 9 июня — Энфилд    | 2              |              |              |  |  |                 |       |
|  | Пенджаб           | 0                  |                    |                |              |              |  |  |                 |       |
|  | Пенджаб           | 0                  | Северный Кипр      | 0 (2)          |              |              |  |  |                 |       |
|  | 5 июня — Саттон   |                    | Северный Кипр      | 0 (2)          |              |              |  |  |                 |       |
|  |                   | Закарпатье         | 0 (3)              |                |              |              |  |  |                 |       |
|  | Закарпатье        | Закарпатье         | 0 (3)              | 3              |              |              |  |  |                 |       |
|  | Закарпатье        | 7 июня — Каршолтон |                    | 3              |              |              |  |  |                 |       |
|  | Каскадия          | 1                  |                    |                |              |              |  |  |                 |       |
|  | Каскадия          | 1                  | Закарпатье         | 4              | Третье место | Третье место |  |  |                 |       |
|  | 5 июня — Бромли   |                    | Закарпатье         | 4              | Третье место | Третье место |  |  |                 |       |
|  |                   | Секейский край     | 2                  |                |              |              |  |  |                 |       |
|  | Западная Армения  | Секейский край     | 2                  | 0              | Падания      | 0 (5)        |  |  |                 |       |
|  | Западная Армения  |                    |                    | 0              | Падания      | 0 (5)        |  |  |                 |       |
|  | Секейский край    | 4                  |                    | Секейский край | 0 (4)        |              |  |  |                 |       |
|  | Секейский край    | 4                  |                    |                | 0 (4)        |              |  |  |                 |       |
|  |                   |                    |                    |                |              |              |  |  | 9 июня — Энфилд |       |
|  |                   |                    |                    |                |              |              |  |  |                 |       |

### 1/4 финала
| Барауэ | 0:8     | Северный Кипр                                                                      |
| ------ | ------- | ---------------------------------------------------------------------------------- |
|        | (отчёт) | Гёк 15′, 80′ · Ёнет 51′ · Туран 54′, 69′ · Али 58′ (авт.) · Мехмет 84′ · Осман 88′ |

| Падания                          | 2:0     | Пенджаб |
| -------------------------------- | ------- | ------- |
| Инноченти 59′ (пен.) · Паван 90′ | (отчёт) |         |

| Закарпатье                                 | 3:1     | Каскадия    |
| ------------------------------------------ | ------- | ----------- |
| Гьюрки 49′ · Такач 59′ · Гайдош 87′ (пен.) | (отчёт) | Хаддади 80′ |

| Западная Армения | 0:4     | Секейский край                                      |
| ---------------- | ------- | --------------------------------------------------- |
|                  | (отчёт) | Танко 36′ · Чизмадия 61′ · Л. Фюлёп 65′ · Байко 86′ |

### 1/2 финала
| Северный Кипр               | 3:2     | Падания                |
| --------------------------- | ------- | ---------------------- |
| Мехмет 36′, 84′ · Туран 80′ | (отчёт) | Равази 30′ · Паван 47′ |

| Закарпатье                                      | 4:2     | Секейский край           |
| ----------------------------------------------- | ------- | ------------------------ |
| Тома 36′, 57′ · Гьюрки 75′ (пен.) · Перес 90+1′ | (отчёт) | Чизмадия 77′ · Байко 79′ |

### Матч за 3-е место
| Падания  | 0:0 (доп. вр.) | Секейский край |
| -------- | -------------- | -------------- |
|          | (отчёт)        |                |
| Пенальти |                |                |
|          | 5:4            |                |

### Финал
| Северный Кипр                          | 0:0 (доп. вр.) | Закарпатье                                 |
| -------------------------------------- | -------------- | ------------------------------------------ |
|                                        | (отчёт)        |                                            |
| Пенальти                               |                |                                            |
| Мехмет · Курт · Ошан · Эрсалан · Туран | 2:3            | Гьюрки · Тома · Бакша · И. Шандор · Шведюк |

## Плей-офф за 5-8 места

### Первый раунд
| Элан Ванин | 0:3 (ТП) | Тибет |
| ---------- | -------- | ----- |
|            | (отчёт)  |       |

| Матабелаленд                                              | 0:0 (доп. вр.) | Кабилия                  |
| --------------------------------------------------------- | -------------- | ------------------------ |
|                                                           | (отчёт)        |                          |
| Пенальти                                                  |                |                          |
| П. Ндлову · Млалази · Г. Ндлову · Жорж · Нкомо · Штамбури | 3:4            | Белалса · Хадид · Мезаиб |

| Абхазия                                                      | 6:0     | Тамил-Илам |
| ------------------------------------------------------------ | ------- | ---------- |
| Ахвледиани 40′, 71′ · Логуа 63′ · Шония 74′, 88′ · Тарба 83′ | (отчёт) |            |

| Корейцы в Японии                              | 5:0     | Тувалу |
| --------------------------------------------- | ------- | ------ |
| Танияма 18′ · Ли 20′, 58′ · Шин 23′ · Мун 83′ | (отчёт) |        |

### Второй раунд
| Элан Ванин | 0:3 (ТП) | Матабелаленд |
| ---------- | -------- | ------------ |
|            | (отчёт)  |              |

| Тамил-Илам                                | 4:3     | Тувалу                     |
| ----------------------------------------- | ------- | -------------------------- |
| Рагаван 7′, 86′, 90+1′ · Перанантан 90+4′ | (отчёт) | Петоа 3′, 73′ · Вейлин 55′ |

| Тибет              | 1:8     | Кабилия                                                              |
| ------------------ | ------- | -------------------------------------------------------------------- |
| Топгьял 43′ (пен.) | (отчёт) | Будия 25′, 74′, 77′, 87′ · Хадид 45′ · Мезаиб 49′, 51′ · Буаббас 81′ |

| Абхазия                      | 2:0     | Корейцы в Японии |
| ---------------------------- | ------- | ---------------- |
| Ахвледиани 38′ · Когония 78′ | (отчёт) |                  |

| Барауэ | 0:5     | Пенджаб                                   |
| ------ | ------- | ----------------------------------------- |
|        | (отчёт) | К. Сингх 8′, 65′, 72′, 90+2′ · Минхас 46′ |

| Каскадия                                    | 4:0     | Западная Армения |
| ------------------------------------------- | ------- | ---------------- |
| Фергюсон 24′, 62′ · Олдхэм 54′ · Фаркас 79′ | (отчёт) |                  |

### Третий раунд
| Элан Ванин | 0:3 (ТП) | Тувалу |
| ---------- | -------- | ------ |
|            | (отчёт)  |        |

| Матабелаленд | 1:0     | Тамил-Илам |
| ------------ | ------- | ---------- |
| Ндлела 81′   | (отчёт) |            |

| Тибет      | 1:1 (доп. вр.) | Корейцы в Японии |
| ---------- | -------------- | ---------------- |
| Йогьял 20′ | (отчёт)        | Гелек 84′ (авт.) |
| Пенальти   |                |                  |
|            | 1:4            |                  |

| Кабилия | 0:2     | Абхазия               |
| ------- | ------- | --------------------- |
|         | (отчёт) | Логуа 29′ · Жанаа 56′ |

| Барауэ | 0:7     | Западная Армения                                             |
| ------ | ------- | ------------------------------------------------------------ |
|        | (отчёт) | Ховсепян · Едигарян · Гузел · Варябетян · Милитосян · Мосоян |

| Пенджаб                                       | 3:3 (доп. вр.) | Каскадия                                               |
| --------------------------------------------- | -------------- | ------------------------------------------------------ |
| Вирк 18′ · Минхас 24′, 34′                    | (отчёт)        | Моралес 45′ · Фергюсон 54′, 60′                        |
| Пенальти                                      |                |                                                        |
| Пуревал · Зиа · Вирк · Дилон · К. Сингх · Юнг | 4:3            | Райли · Грегори · Д. Уилсон · Олдхэм · Хаддади · Левок |

## Итоговые позиции
| Поз | Команда          | И | В | Н | П | МЗ | МП | РМ  |
| --- | ---------------- | - | - | - | - | -- | -- | --- |
| 1   | Закарпатье       | 6 | 4 | 2 | 0 | 15 | 5  | +10 |
| 2   | Северный Кипр    | 6 | 3 | 3 | 0 | 17 | 6  | +11 |
| 3   | Падания          | 6 | 4 | 1 | 1 | 21 | 5  | +16 |
| 4   | Секейский край   | 6 | 3 | 1 | 2 | 16 | 7  | +9  |
| 5   | Пенджаб          | 6 | 2 | 2 | 2 | 17 | 7  | +10 |
| 6   | Каскадия         | 6 | 3 | 1 | 2 | 17 | 11 | +6  |
| 7   | Западная Армения | 6 | 3 | 1 | 2 | 12 | 8  | +4  |
| 8   | Барауэ           | 6 | 2 | 0 | 4 | 7  | 22 | −15 |
| 9   | Абхазия          | 6 | 4 | 1 | 1 | 15 | 4  | +11 |
| 10  | Кабилия          | 6 | 1 | 1 | 4 | 8  | 15 | −7  |
| 11  | Корейцы в Японии | 6 | 1 | 4 | 1 | 7  | 4  | +3  |
| 12  | Тибет            | 5 | 0 | 1 | 4 | 4  | 20 | −16 |
| 13  | Матабелаленд     | 5 | 2 | 1 | 2 | 5  | 12 | −7  |
| 14  | Тамил-Илам       | 6 | 1 | 0 | 5 | 4  | 22 | −18 |
| 15  | Тувалу           | 5 | 0 | 0 | 5 | 4  | 24 | −20 |
| 16  | Элан Ванин       | 3 | 2 | 0 | 1 | 6  | 3  | +3  |

1. ↑  Сборная Элан Ванин снялась с турнира после группового этапа.

## Бомбардиры
6 голов
- Камалджит Сингх

5 голов
| - Калум Фергюсон | - Халил Туран | - Барна Байко |

4 гола
| - Руслан Ахвледиани - Сами Будия | - Билли Мехмет | - Джакомо Инноченти |

3 гола
| - Руслан Шония - Жолт Гайдош - Рональд Такач - Угур Гёк | - Федерико Корно - Джулио Валенте - Натан Минхас - Амар-Сингх Пуревал | - Силард Магьяри - Прашант Рагаван - Ваагн Милитосян |

## Награды игроков
По окончании турнира ConIFA вручил три индивидуальных приза:
- Paddy Power Player of the Tournament (Лучший игрок):  Чонгор Фейер
- ConIFA Golden Boot (Лучший бомбардир):  Камалджит Сингх
- Global FCE Young Player of the Tournament (Лучший молодой игрок):  Сами Будия

В качестве награды Лучшему молодому игроку Сами Будия было предложено проживание один месяц в одной из академий Глобального футбольного центра передового опыта (Global Football Centre Of Excellence).

## Маркетинг

### Турнирная программа
Была разработана программа для всего турнира, основная часть контента которой была разработана футбольным писателем Мэтом Гаем и блоггером Пэтом МакГиннессом, и спродюсирована компанией Programme Master.

### Официальный гимн
Официальный гимн турнира «Bring The House Down» написал английский дуэт «Right Said Fred» и был выпущен 29 мая 2018 года.

## Снятие Элан Ванин
После завершения группового этапа сборная Элан Ванин выступила с протестом против того факта, что сборная Баравы заменила игрока в заявке после начала турнира, что является явным нарушением правил турнира. Эти игроком был Мохамед Беттамер, бывший игрок юношеской сборной Ливии. ConIFA разрешила эту замену, но не сообщила об этом другим 15 командам, которые представили свои списки составов в соответствии с правилами перед турниром. Элан Ванин подали апелляцию против заявки явно неподходящего игрока, который на первоначальном заседании турнирного комитета был оставлен в турнире, впоследствии это решение было отменено. В результате Элан Ванин вышел из оставшейся части турнира, а сборной Тибета, их противник в первом раунде плей-офф за 5-8 места, была присуждена победа 3:0. Место Элан Ванин в остальных матчах заняла сборная островов Чагос. 7 июня на заседании Исполнительного комитета ConIFA было принято решение о временном исключении Независимого футбольного альянса острова Мэн (MIFA) из организации при условии его ратификации на ежегодном общем собрании в январе 2019 года. В январе они были восстановлены в организации.

### Заменённые матчи
| London Turkish Select | 4:0     | Тибет |
| --------------------- | ------- | ----- |
| Налбант · Али Авджи   | (отчёт) |       |

| Чагос | 0:1     | Матабелаленд |
| ----- | ------- | ------------ |
|       | (отчёт) | Стамбури 60′ |

| Чагос             | 1:6     | Тувалу                                                            |
| ----------------- | ------- | ----------------------------------------------------------------- |
| Леонсе 28′ (пен.) | (отчёт) | Тинилау 8′, 63′ · Уаэласи 20′, 81′ · Орайд 8′ (авт.) · Вейлин 71′ |

## Права на вещание
ConIFA обеспечивала прямую трансляцию матчей через стриминговый сервис MyCujoo. Некоторые игры также транслировались в прямом эфире на странице Paddy Power в Facebook.
На Северном Кипре игры транслировались телеканалом EURO GENÇ TV.

## Сноски
1. ↑  Сборная Элан Ванин снялась с турнира 5 июня и получила техническое поражение 0:3, а сборная Тибета вместо этого матча сыграла с командой «London Turkish Select».
2. 1 2  Сборная островов Чагос согласилась сыграть оставшиеся матчи сборной Элан Ванин.